# Єнбекшильдерський сільський округ
Єнбекшильде́рський сільський округ (каз. Еңбекшілдер ауылдық округі, рос. Енбекшильдерский сельский округ) — адміністративна одиниця у складі району Біржан-сала Акмолинської області Казахстану. Адміністративний центр — село Єнбекшильдерське.
Населення — 728 осіб (2021; 1153 у 2009, 1419 у 1999, 2692 у 1989).
Станом на 1989 рік існували Енбекшильдерська сільська рада (села Абай, Атансор, Енбекшильдерське, Придорожнє, Трудове) та Кудабаська сільська рада (села Жамбай, Кудабас, Терек). 1993 року вони утворили Єнбекшильдерський сільський округ. 2000 року села Кудабас та Терек передано до складу Валіхановського сільського округу. Село Абай ліквідовано 2001 року, село Атансор — 2013 року.

## Склад
До складу округу входять такі населені пункти:
| Населений пункт        | Колишні назви | Населення, осіб (1989) | Населення, осіб (1999) | Населення, осіб (2009) | Населення, осіб (2021) |
| ---------------------- | ------------- | ---------------------- | ---------------------- | ---------------------- | ---------------------- |
| Абай, село             | -             | 296                    | 9                      | -                      | -                      |
| Акбулак, село          | Придорожнє    | 580                    | 318                    | 150                    | 29                     |
| Актас, село            | Трудове       | 811                    | 555                    | 444                    | 269                    |
| Атансор, село          | -             | 220                    | 33                     | 45                     | -                      |
| Єнбекшильдерське, село | -             | 785                    | 504                    | 514                    | 430                    |